# ماكوتو كاوانيشي
ماكوتو كاوانيشي (باليابانية: 河西 真) (مواليد 21 يونيو 1996) هو لاعب كرة قدم ياباني.

## وصلات خارجية
- ماكوتو كاوانيشي على موقع رابطة كرة القدم اليابانية للمحترفين (اليابانية)
- ماكوتو كاوانيشي على موقع قاعدة بيانات كرة القدم.إي يو (الإنجليزية)
- ماكوتو كاوانيشي على موقع Soccerway.com (الإنجليزية)
- ماكوتو كاوانيشي على موقع عالم كرة القدم.نت (الإنجليزية)